# Shenhexiang (ort i Kina, Hubei Sheng, lat 32,11, long 110,22)
Shenhexiang (kinesiska: 深河乡) är en ort i Kina. Den ligger i provinsen Hubei, i den centrala delen av landet, omkring 420 kilometer nordväst om provinshuvudstaden Wuhan. Antalet invånare är 10 987. Befolkningen består av 4 859 kvinnor och 6 128 män. Barn under 15 år utgör 14,0 %, vuxna 15-64 år 75 %, och äldre över 65 år 10,0 %.
Runt Shenhexiang är det ganska tätbefolkat, med 86 invånare per kvadratkilometer. Närmaste större samhälle är Pankouxiang, 13,8 km norr om Shenhexiang. I omgivningarna runt Shenhexiang växer i huvudsak blandskog.
Genomsnittlig årsnederbörd är 1 058 millimeter. Den regnigaste månaden är augusti, med i genomsnitt 177 mm nederbörd, och den torraste är december, med 7 mm nederbörd.